# Elezioni parlamentari in Albania del 1996
Le elezioni parlamentari in Albania del 1996 si tennero il 26 maggio per il rinnovo dell'Assemblea di Albania. In seguito all'esito elettorale, Aleksandër Meksi, espressione del Partito Democratico d'Albania, fu confermato Primo ministro, mentre Sali Berisha, espressione del medesimo partito, fu rieletto Presidente della Repubblica.

## Risultati
| Liste                                   | Voti      | %     | Seggi |
| --------------------------------------- | --------- | ----- | ----- |
| Partito Democratico d'Albania           | 914 218   | 50,06 | 122   |
| Partito Socialista d'Albania            | 335 402   | 18,37 | 10    |
| Partito Repubblicano d'Albania          | 94 567    | 5,18  | 3     |
| Fronte Nazionale                        | 81 822    | 4,48  | 2     |
| Partito dell'Unione per i Diritti Umani | 66 529    | 3,64  | 3     |
| Altri                                   | 153 943   | 8,43  | –     |
| Totale                                  | 1 826 143 | 100   | 140   |